# Paphiopedilum spicerianum
Paphiopedilum spicerianum är en orkidéart som först beskrevs av Heinrich Gustav Reichenbach, och fick sitt nu gällande namn av Ernst Hugo Heinrich Pfitzer. Paphiopedilum spicerianum ingår i släktet Paphiopedilum och familjen orkidéer. Inga underarter finns listade i Catalogue of Life.

## Bildgalleri

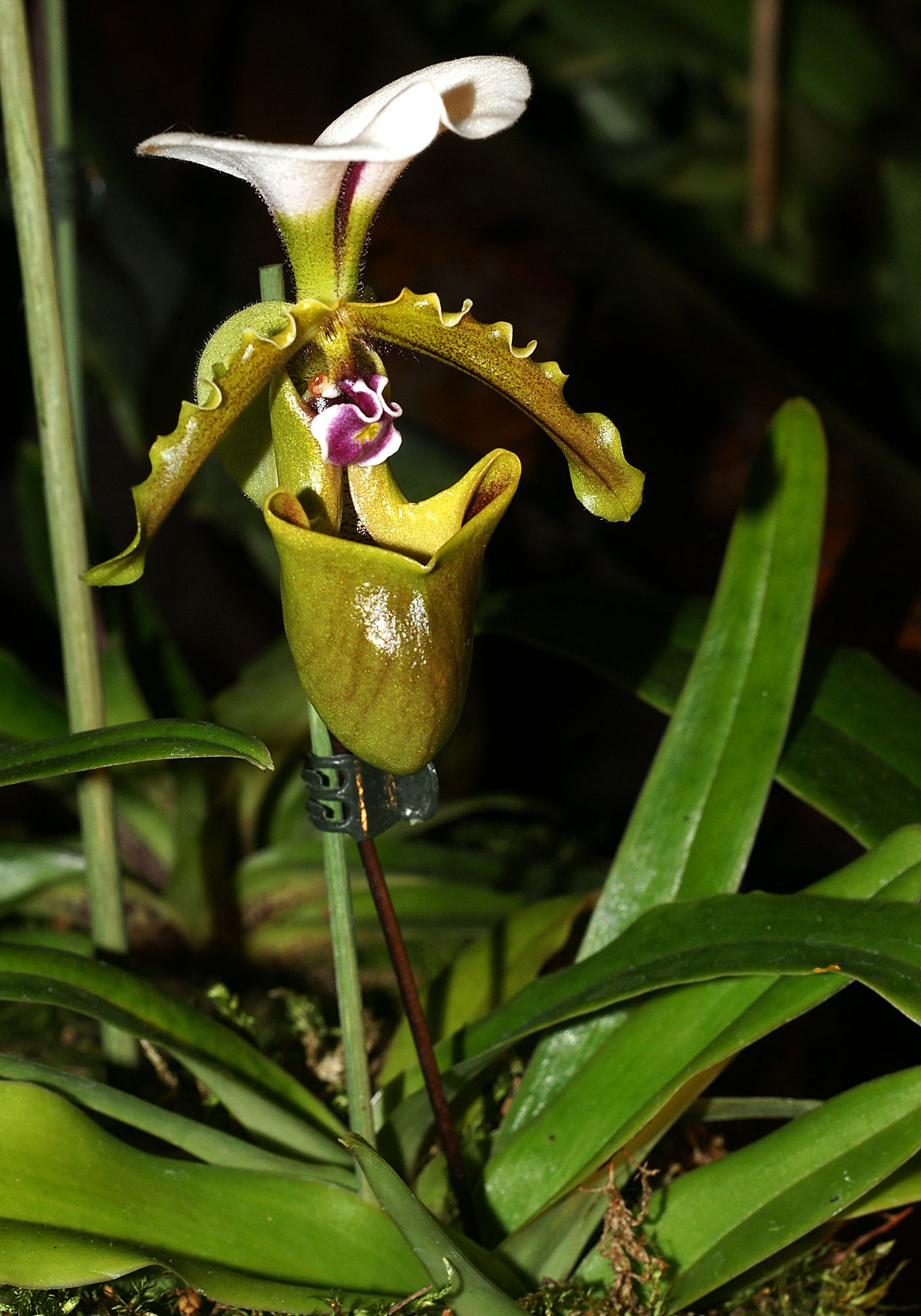
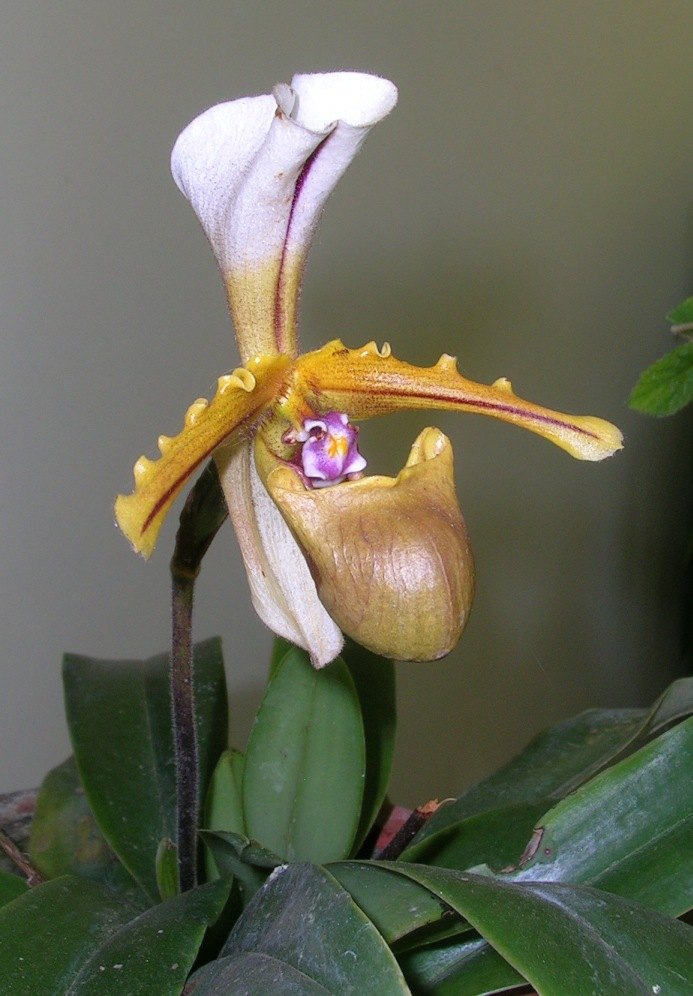
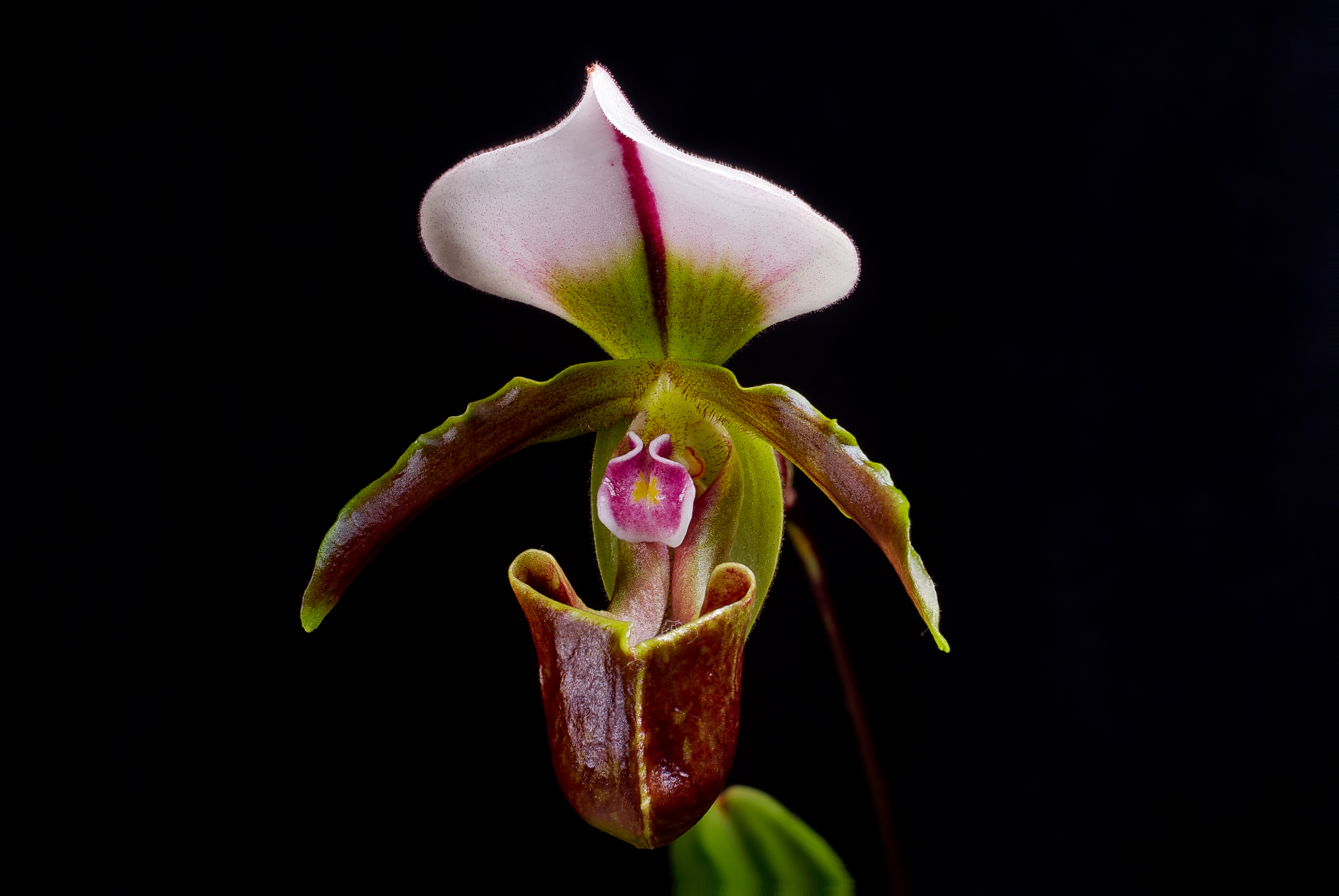
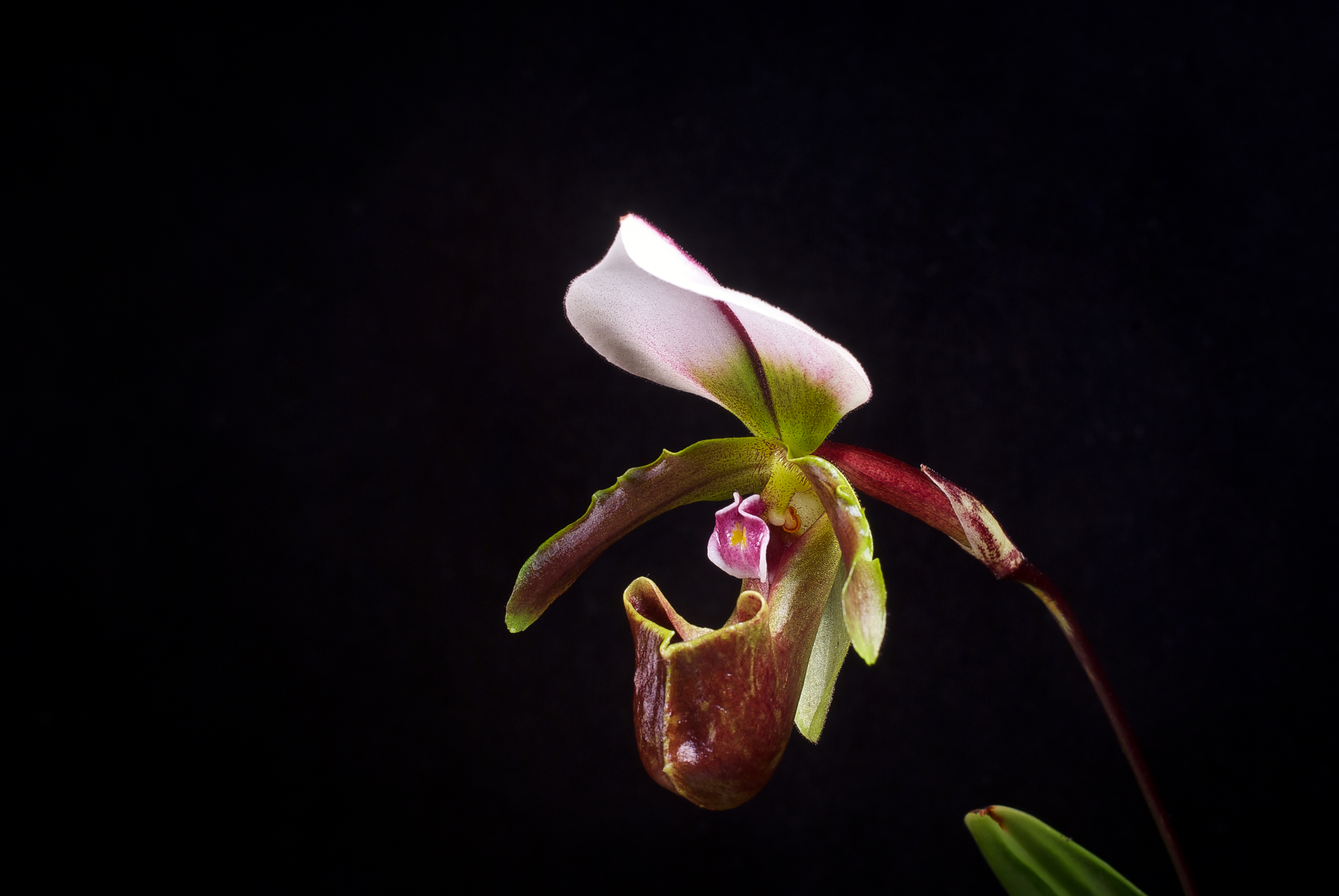
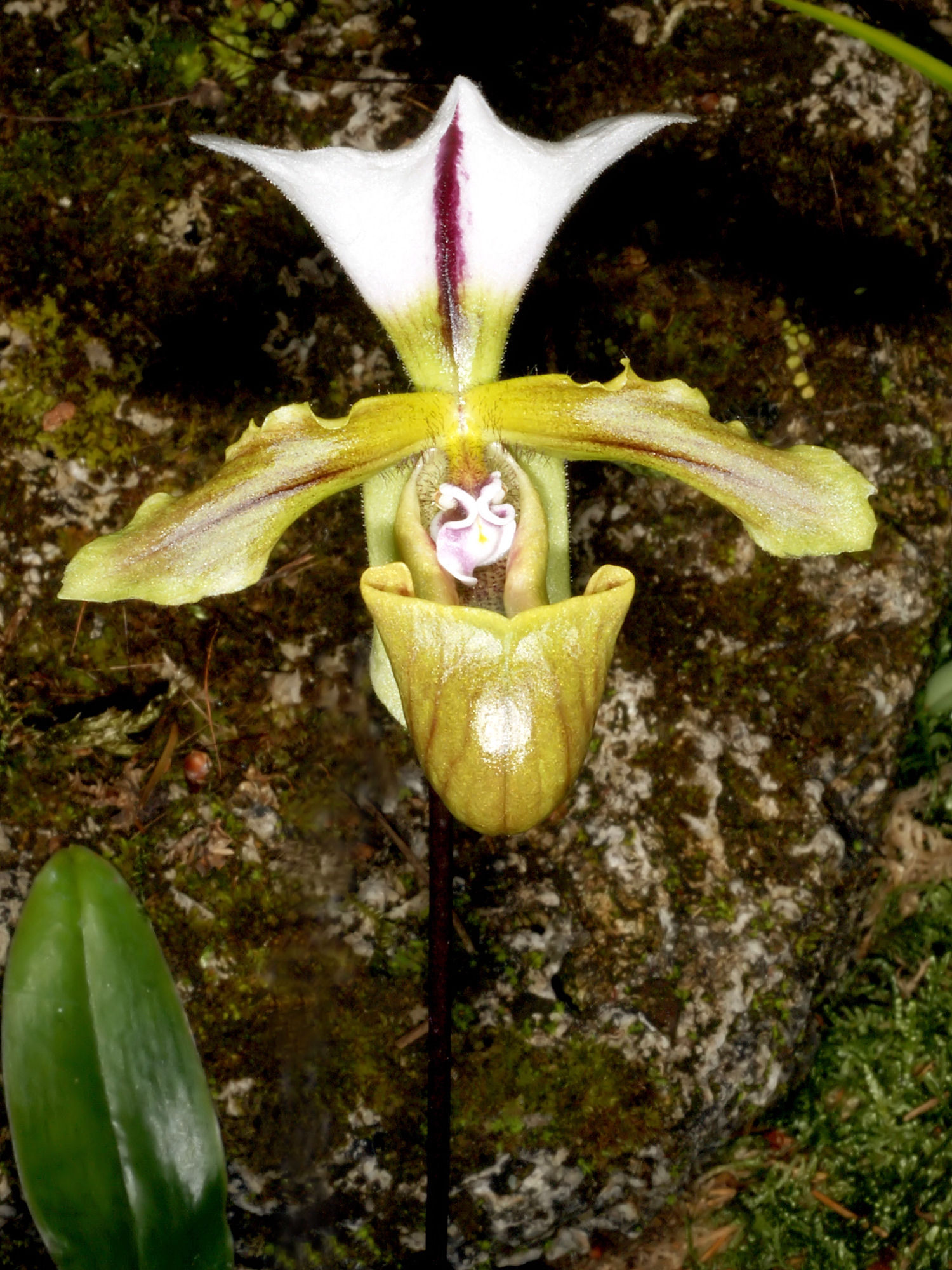
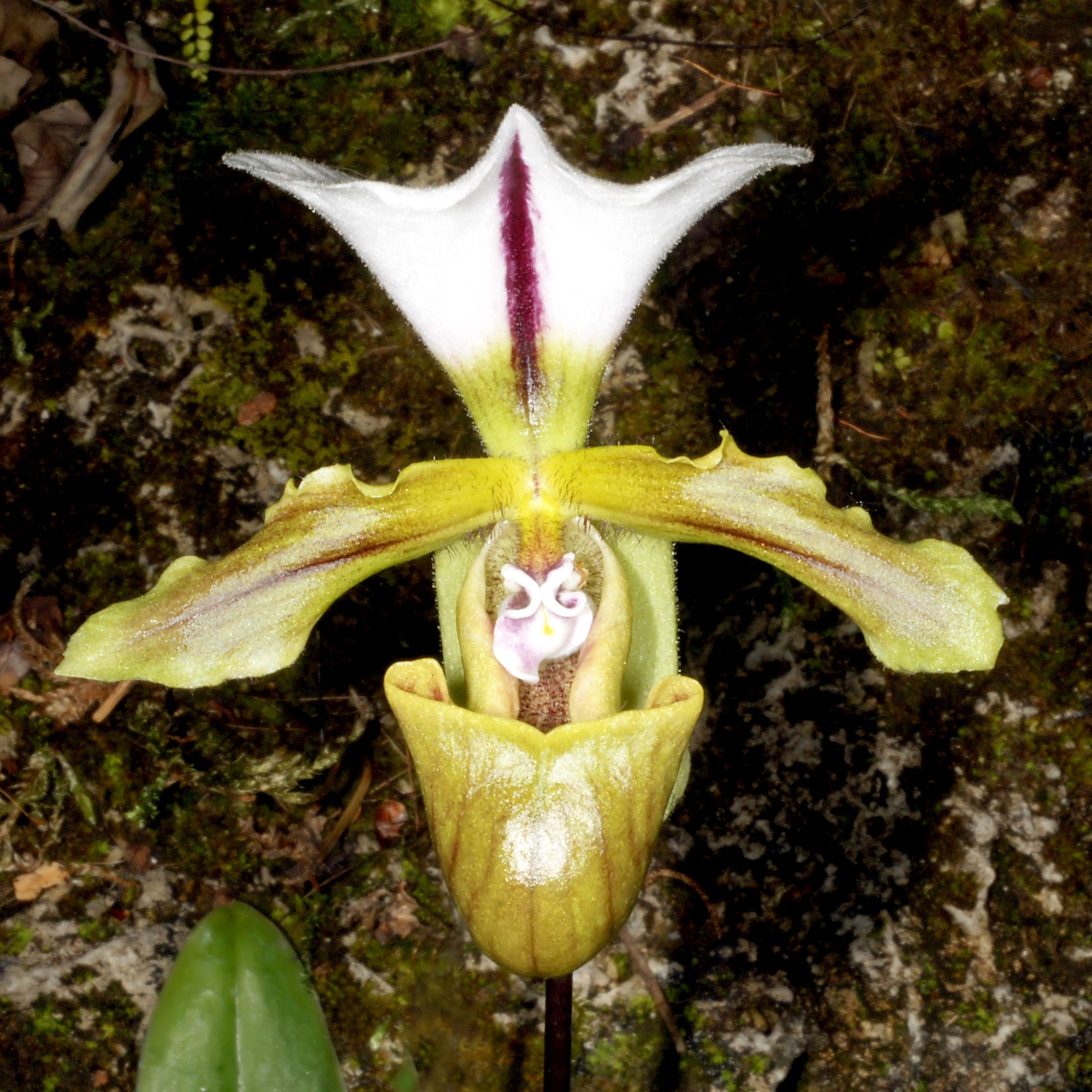